# Siège de Calais (1558)
Pour les articles homonymes, voir Siège de Calais.
Onzième guerre d’Italie
Batailles
- Saint-Quentin (1557)
- Calais (1558)
- Thionville (1558)
- Gravelines (1558)

Dans les premiers jours de 1558, le duc de Guise, lieutenant général du royaume, rappelé d'urgence dans le Nord de la France par Henri II pour faire face à l’invasion espagnole depuis les Pays-Bas, s'empare du port de Calais. Après 210 ans d'occupation anglaise (du 4 août 1347 au 8 janvier 1558), cette ville importante revient définitivement à la couronne de France.

## Contexte
La mort du duc de Bourgogne (1477) et l'annexion de la Picardie au territoire de la couronne de France marqua la fin d'un statu quo sur la possession du Calaisis. Pendant près d'un siècle, pourtant, les rois de France préféreront tourner leurs armées vers l'Italie, riche et technologiquement en avance sur le reste de l'Europe, plutôt que de reprendre Calais. La France doit même contrer trois tentatives d'extension des possessions anglaises en Picardie au cours du XVIe siècle (1526, 1544 et 1547).
À l'appel du pape Paul IV, la France en 1557 met un terme à la trêve de Vaucelles qui avait conclu la Xe guerre d'Italie, et reprend les hostilités dans le royaume de Naples.
En réponse, la couronne d'Espagne reprend sa stratégie coutumière depuis Cérisoles : elle contre-attaque en Picardie, et inflige une défaite écrasante au connétable de Montmorency à la bataille de Saint-Quentin (1557).
Henri II y perd ses meilleurs capitaines et la route de Paris est ouverte à l'invasion.
Dans ces circonstances dramatiques, François de Guise, qui a levé une armée et se prépare à la mener en Italie (non sans arrière-pensée sur les prétentions dynastiques de sa famille à l'héritage angevin), est rappelé en Picardie et promu lieutenant général de France.
Pour éviter l'intervention d'un corps expéditionnaire anglais, le roi Henri II de France prévoit, dans le plus grand secret, d'attaquer Calais en hiver avec 30 000 hommes rassemblés à Compiègne, Montreuil et Boulogne-sur-Mer.
Le général français se prépare afin de marcher sur Calais.

## La prise de Calais
C'est en forêt d'Eu que l'on prépare des claies enduites de poix, alors qu’ailleurs on rassemble les vêtements, le pain et le vin, la poudre, la viande… La surprise est totale.
En l’absence de toute défense naturelle, le maintien de la mainmise anglaise sur Calais dépend de fortifications entretenues et améliorées à prix d’or. Or la proximité de Calais avec la frontière franco-bourguignonne, puis franco-espagnole, a opposé fréquemment la garnison anglaise aux forces de France et du duché de Bourgogne. Longtemps soulagée par l'affrontement entre la Bourgogne et la France, la domination anglaise sur Calais a pu s'épanouir pendant 150 ans, ces deux voisins convoitant la ville mais préférant la voir aux mains des Anglais plutôt que de leur rival.
Le samedi 1er janvier 1558, l'avant-garde française investit Sangatte, Fréthun et Nielles.
Le 2 janvier, les corps d'armée enlèvent le fort Risban.
Le 3 janvier, l'artillerie s'installe au fort Nieulay et au fort Risban.
Le 7 janvier, à 2 heures du matin, Lord Thomas Wentworth, complètement débordé par cette attaque foudroyante remet les clefs de la ville aux Français.
Quelques jours plus tard, l'arrière-pays reconquis lui aussi voit tomber les défenses anglaises de Guînes et Hames.
Le 23 janvier 1558 enfin, le roi de France, Henri II, fait son entrée à Calais.
Les pays reconquis, victimes pendant deux siècles de combats sans fin entre l'Espagne, l’Angleterre, la Bourgogne et la France, deviennent l’objet d'un suivi particulièrement efficace : bornage de la frontière, nouveau partage des terres cultivables, réorganisation des 24 paroisses, reconstruction des villages et des églises.
Chez les Anglais ce fut stupeur et incrédulité. On raconte même que la reine Marie Ire d'Angleterre sur son lit de mort quelques mois plus tard aurait dit à ses proches : « Quand je serai morte et ouverte, on trouvera Philippe [son mari] et Calais inscrits dans mon cœur. »
Côté français le butin est inespéré : des vivres pour trois mois et près de 300 canons.

## Les 24 paroisses reconquises

Le Calaisis en 1360.

- Andres
- Balinghem
- Bonningues-lès-Calais
- Calais
- Campagne-lès-Guînes
- Coquelles
- Coulogne
- Fréthun
- Guemps
- Guînes
- Hames-Boucres
- Hervelinghen
- Marck
- Nielles-lès-Calais
- Nouvelle-Eglise,
- Offekerque
- Oye-Plage
- Peuplingues
- Pihen-lès-Guînes
- Sangatte
- Saint-Tricat
- Vieille-Église
- Saint-Pierre-lès-Calais

## Conséquences
Lord Wentworth, gouverneur de la ville, et les habitants anglais de Calais et de Guînes furent alors renvoyés en Angleterre et le Calaisis fut renommé « Pays reconquis » pour commémorer le rétablissement de la souveraineté française.
François de Guise peut à présent contre-attaquer les Espagnols : au cours de l'été, il leur reprend Thionville et Arlon, et s'apprête à envahir le Luxembourg lorsque l'on signe les traités du Cateau-Cambrésis.
Au mois d'avril 1559 est donc conclu le traité du Cateau-Cambrésis entre la France, l'Espagne et l'Angleterre : Calais est reconnue comme faisant partie intégrante de la couronne de France et des fêtes célèbrent la paix à travers la France entière.
Cette victoire a permis à Henri II de reconstruire la réputation qu'il avait perdue dans ses défaites contre l'Espagne. Le président du Conseil de Castille, Juan de Vega, a même estimé que les ennemis avaient relevé la tête et que Philippe II se trouvait alors dans la pire situation. De plus, la prise de Calais a eu un retentissement à l'échelle européenne, presque aussi important que celui de la bataille de Saint-Quentin. Au retour du roi en France, de grandes réjouissances furent organisées afin de mettre en scène la puissance retrouvée du pays. Enfin, Henri II arrangea le mariage de son fils, le dauphin François avec la reine d'Écosse Marie Stuart. En effet, au cas où la reine mourrait sans descendance, une clause prévoyait que l'Écosse soit ralliée à la France. De plus, ce mariage constituait une alliance franco-écossaise, voire franco-britannique puisque Marie Stuart avait des prétentions sur la Couronne anglaise. Cela était une menace claire adressée aux Anglais qui signifiait que l'Angleterre devait toujours compter avec la France dans la course à la suprématie. 
Cette année-là, le roi Henri II de France est mortellement blessé dans un tournoi. C'est la fin d'un règne mouvementé de douze ans à peine.